# Eugen Schönhaar

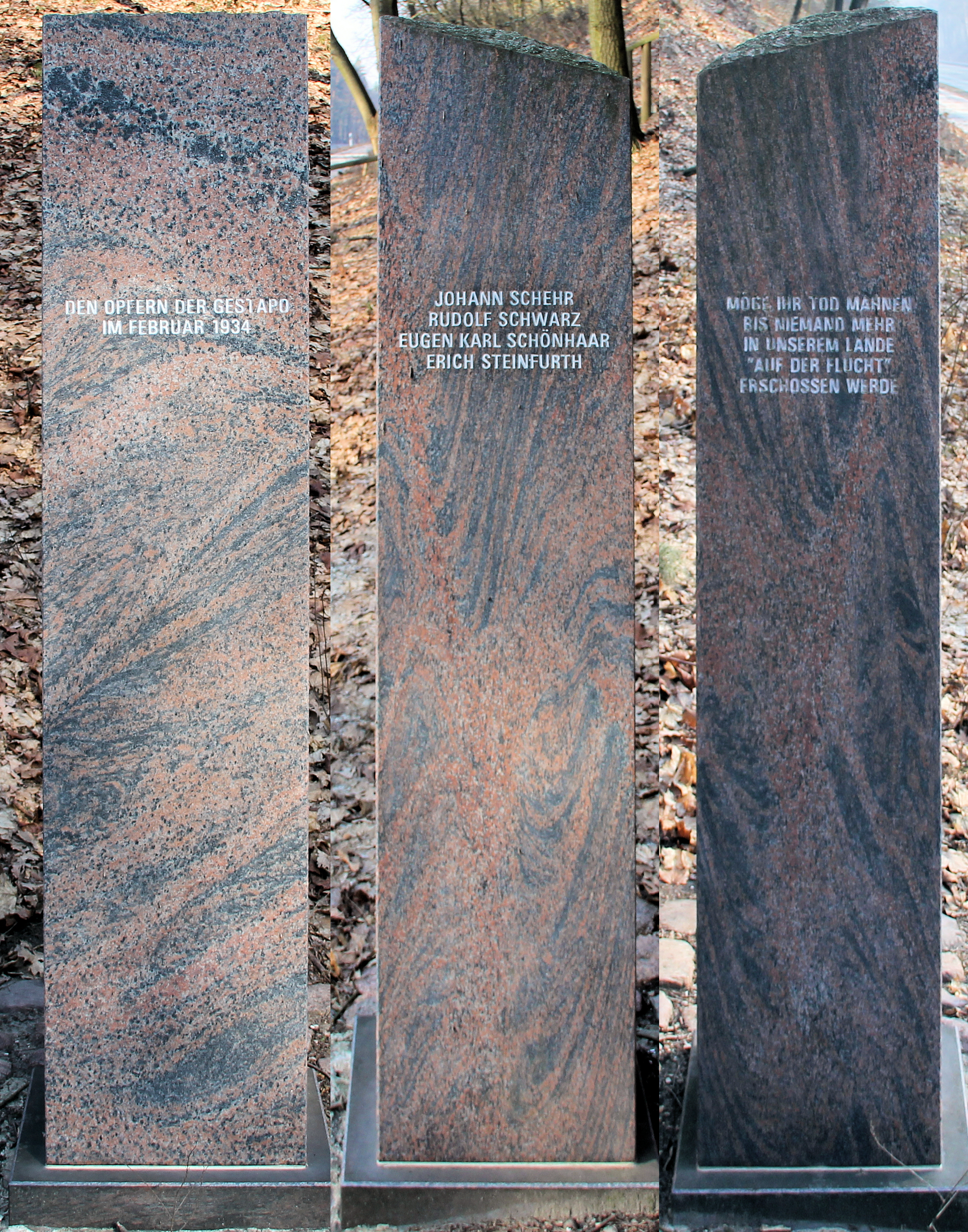
Gedenkstein, Königstraße, in Berlin-Wannsee

Eugen Schönhaar (* 29. Oktober 1898 in Esslingen am Neckar; † 1. Februar 1934 in Berlin) war ein Funktionär des Kommunistischen Jugendverbands Deutschlands (KJVD) und der Internationalen Roten Hilfe (IRH). Nach einem durch die, in der Illegalität agierende, KPD  angeordneten  politischen Mord an einem Überläufer und potentiellen Kronzeugen wurde er als Mitarbeiter der KPD-Führung von der Gestapo erschossen.

## Leben
Eugen Schönhaar wurde als fünftes von 16 Kindern des sozialdemokratischen Weißgerbers Karl Wilhelm und der Kernmacherin Maria Pauline Schönhaar (geb. Müller) geboren. Nach dem Besuch der Volksschule begann Schönhaar eine Lehre als Feinflaschner sowie Kernmacher und wurde 1912 aktiv in der sozialistischen Arbeiterjugendbewegung. Ab 1915 war er für die Maschinenwerke Esslingen als tätig. Während des Ersten Weltkrieges Anhänger der Spartakusgruppe wird er im Oktober 1916 für die Teilnahme an einem illegalen Antikriegstreffen auf einem Jugendtag zu drei Monaten Haft verurteilt. 1917 nahm er als Delegierter der Freien Sozialistischen Jugend Württembergs an bundesweiten Kongressen teil und wurde im Herbst zum Militärdienst eingezogen.
Nach einer Verwundung 1918 in einem Lazarett in Esslingen befindlich, wird Schönhaar ein Jahr später von einem Militärgericht wegen Fahnenflucht zu einer neunmonatigen Haftstrafe verurteilt und kommt erst im Zuge der Novemberrevolution frei. Nach einem Jahr wurde Schönhaar in die Zentrale des KJVD gewählt. Ab 1921 gehörte er dem Exekutivkomitee der Kommunistischen Jugendinternationale an. Er war von 1924 bis 1927 im Mitteleuropäischen Büro der Internationalen Arbeiterhilfe in Berlin tätig, von wo er 1928 in die Vereinigten Staaten geschickt wurde. Nach seiner Rückkehr begann er im Zentralkomitee der KPD in Berlin zu arbeiten.

## Tod
Nach der Machtergreifung durch die Nationalsozialisten setzte er ab Frühjahr 1933 die Arbeit illegal fort. Infolge des Überlaufens von Alfred Kattner, der im Karl-Liebknecht-Haus, der Parteizentrale der KPD, tätig war und somit Verbindungen zum ZK und dessen führenden Köpfe hatte, wurde Schönhaar im November 1933 mit anderen Funktionären der KPD verhaftet und in der Nacht vom 1. auf den 2. Februar 1934, zusammen mit John Schehr, Rudolf Schwarz und Erich Steinfurth von der Gestapo, am Berliner Kilometerberg angeblich „auf der Flucht“, erschossen, nachdem der Gestapospitzel Alfred Kattner am 1. Februar im Auftrag der KPD erschossen worden war. Für die Ausführung des Mordes war der Polizeikommissar Bruno Sattler verantwortlich.

## Familie
Sein Sohn Carlo Schönhaar (1924–1942) war ebenso in der Illegalität gegen das NS-Regime tätig. Er floh mit seiner Mutter nach der Verhaftung seines Vaters in die Schweiz. Von dort wurden sie nach kurzer Zeit ausgewiesen. Sie flohen weiter nach Frankreich, wo Carlo Schönhaar sich 1941 einer französischen Widerstandsbewegung anschloss und im Frühjahr 1942 von einem Spitzel der Gestapo verraten wurde. Im Schnellverfahren wurde er zum Tode verurteilt und am 17. April 1942 mit anderen französischen Widerstandskämpfern in Paris erschossen.
Seine Frau Odette Schönhaar (geb. Piesler) schloss sich ebenfalls der französischen Widerstandsbewegung an und wurde einen Tag nach der Verhaftung ihres Sohnes festgenommen. Nach 17 Tagen im Pariser Gefängnis La Santé und sechs Monaten Gestapohaft in Berlin wurde sie ins KZ Ravensbrück deportiert, wo sie bis zur Befreiung durch die Rote Armee im April 1945 inhaftiert war. Nach dem Krieg kehrte Odette Schönhaar nach Frankreich zurück und arbeitete für die L’Humanité, das Zentralorgan der Kommunistischen Partei Frankreichs.

## Gedenken

### Gedicht Weinerts
Noch im Jahr 1934 gedachte der Schriftsteller Erich Weinert mit seinem Gedicht „John Schehr und Genossen“ des Meuchelmordes der Gestapo. Eine Strophe des Gedichtes lautet:
Und schleppen sie in den dunklen Wald.

Und zwölfmal knallt es und widerhallt.

Da liegen sie mit erloschenem Blick,

jeder drei Nahschüsse im Genick,

John Schehr und Genossen.

### Ehrengrab

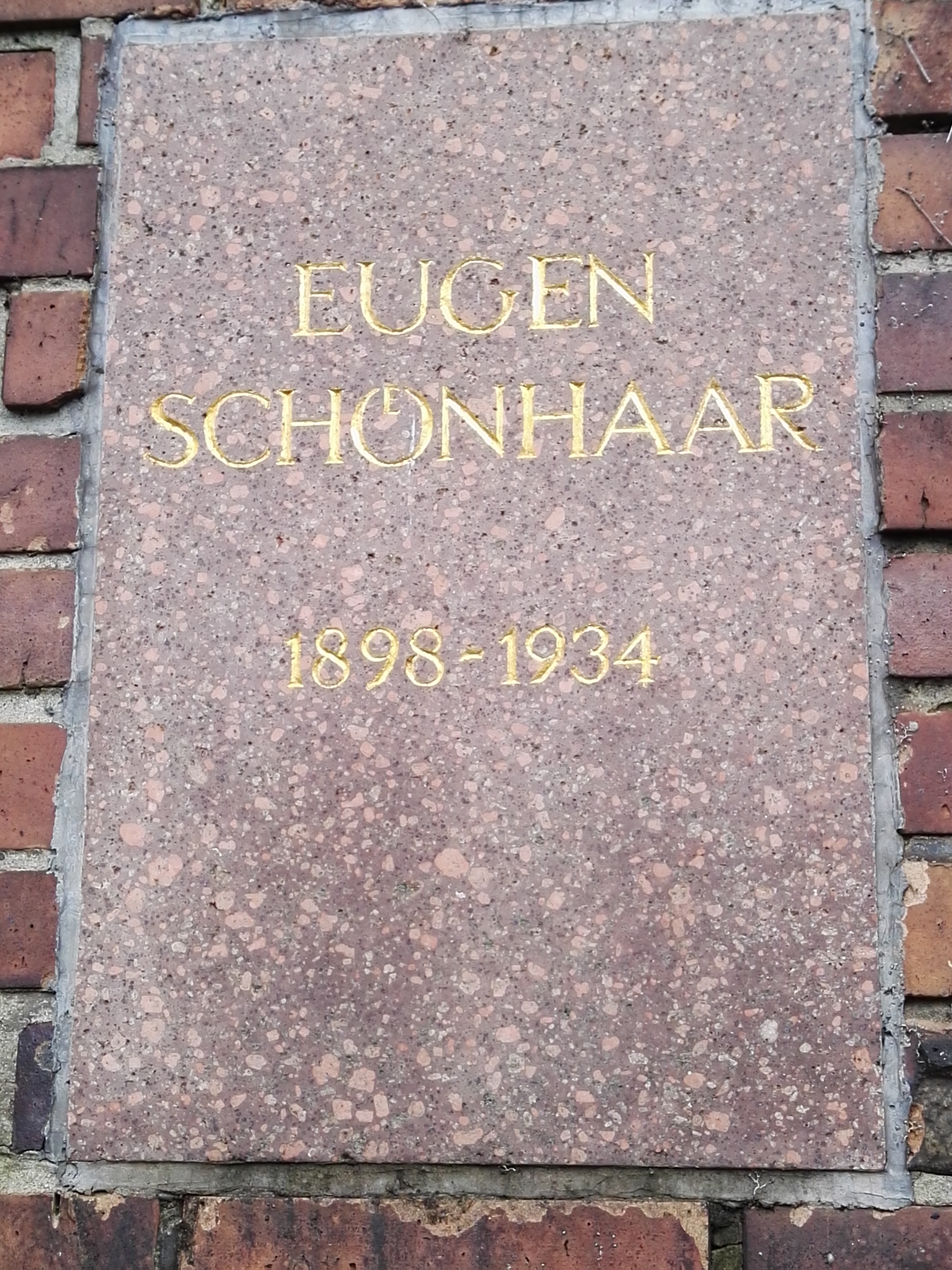
Grabstätte

1954 wurden die sterblichen Überreste von John Scheer, Rudolf Schwarz, Erich Steinfurth und Eugen Schönhaar auf den Zentralfriedhof Friedrichsfelde überführt. Scheer erhielt ein Ehrengrab im Mittelrondell der Gedenkstätte der Sozialisten, die Urnen von Schwarz, Steinfurth und Schönhaar wurden wenige Meter daneben in der Ringmauer der Gedenkstätte eingemauert.

### Gedenkstein
Seit 1954 finden am Kilometerberg im Ortsteil Berlin-Wannsee Gedenkveranstaltungen für Eugen Schönhaar und die drei anderen dort ermordeten Widerstandskämpfer statt. Dort befindet sich auch ein Gedenkstein für die vier Widerstandskämpfer.

### Benennungen
Im Berliner Ortsteil Prenzlauer Berg wurde die Eugen-Schönhaar-Straße nach ihm benannt.
Ein Zubringertrawler mit der Fischereikennnummer ROS 416 der „Artur Becker“-Baureihe erhielt ebenfalls seinen Namen.

### Stolperstein
In Esslingen wurde in der Hindenburgstraße ein Stolperstein für ihn verlegt.

## Archivarische Überlieferung
Das Bundesarchiv Berlin verwahrt einige Akten der Dienststelle des Reichskommissars zur Überwachung der öffentlichen Ordnung aus den 1920er Jahren, die Schönhaar betreffen. So die Akte R 1507/2099 (Rote Hilfe - Bericht des Württembergischen Landeskriminalpolizeiamtes vom 27. Juli 1928) und  R 1507/736 (Materialsammlung der genannten Dienststelle über Schönhaar). Die zuletzt genannte Akte kann über die invenio-Plattform des Bundesarchivs nach Registrierung als Benutzer online gelesen werden.